# شورش خان‌احمدخان اردلان در کردستان
خان‌احمدخان اردلان داماد شاه عباس بزرگ و والی کردستان بود. او به دلیل سوءظن شاه صفی و کور کردن فرزند وی سر به شورش درآورد و با عثمانی‌ها هم‌دست شد.

## پیشینه
هلو خان اردلان یکی از بزرگ‌ترین و قدرتمندترین حکمرانان حکومت اردلان بوده‌است، پس از شکست حاکم لرستان، از نیروهای هلو خان که به دستور شاه عباس به جنگ آمده بود، شاه عباس مجبور گردید خود با سپاهی انبوه، به جنگ هلو خان برود، اما شاه بنا به توصیه یکی از ندیمان خود، که در صورت شکست حیثیت سلطنت لکه‌دار می‌شود، از تصمیم خود صرف نظر کرده و سعی می‌کند از راه سیاسی به مقصود خود برسد. بدین منظور شاه عباس، از هلو خان خواست که پسر بزرگ خود، یعنی خان احمد خان را به دربار شاه عباس بفرستند تا با وی در باب امورات مربوط به کردستان گفت وگو کند. به‌این منظور، خان احمد خان به دربار شاه عباس فرستاده شد. در آن‌جا شاه، خواهر خود سیده بیگم را که به زرین کلاه مشهور بود، به عقد وی درآورد و خان احمد خان را مأمور کرد به کردستان برگردد و خود به جای پدر، بر تخت حکمرانی کردستان بنشیند.
می‌توان دگرگونی‌های به وجود آمده از عصر شاه عباس بر خاندان اردلان را چنین برشمرد:
- فرستادن گروگان برای دربار مرکزی، که بعد از فرستاده شدن خان احمد خان، این رسم ادامه یافت.
- ایجاد پیوند خانوادگی با دربار سلاطین صفوی که سرآغاز آن، ازدواج خان احمد خان با زرین کلاه بود.
- تغییر مذهب خاندان اردلان از تسنن به تشیع.
- مقیم کردن امرای معزولی خاندان اردلان در پایتخت، آن‌هایی که گمان می‌رفت زمانی ضد حکومت مرکزی قیام کنند. این رسم از زمان شاه عباس تا براندازی خاندان اردلان در دوره قاجاریه، پابرجا بود.[۲]

## شورش
خان‌احمدخان اردلان که در دورهٔ شاه عباس دز تصرف قلعه رواندوز و شهر موصل از خود دلاوری‌های بسیار نشان داده بود پس از مرگ شاه نیز کماکان مورد عنایت وی بود تا این‌که سعایت دیگران باعث بدگمانی شاه صفی شد. اردلان خان داماد شاه عباس بود و زرین کلاه، خواهر او را در حبالهٔ نکاح و از این زن پسری به‌نام سرخاب که بسیار مورد توجه شاه عباس بود، داشت. اما بدگمانی شاه صفی باعث شد این جوان را کور کردند و این حرکت خشم و طغیان اردلان خان را به‌دنبال داشت.
در سال ۱۰۳۹ ه‍.ق/ ۱۶۳۰ میلادی هنگامی که کردان نواحی غربی به سرکردگی خان‌احمد اردلان و به تحریک خسرو پاشا دست به شورش زدند، جانی بیک که مورد اعتماد شاه صفی بو از طرف او به سرداری قشون گماشته شد و به سوی ولایت اردلان اعزام شد.
خان احمدخان که با با دولت عثمانی هم‌پیمان شده بود با کمک عثمانی‌ها نواحی ای از ایران (کرمانشاه، سنقر، همدان، خوی و ارومیه) را متصرف گشت. پس از آن از طرف عثمانی موصل و کرکوک نیز به او داده شد و خان‌احمدخان اردلان هفت سال در موصل و کرکوک حکم‌فرمایی کرد.
در آن ایام سپاهی به فرماندهی سیاوش بیگ و شاهوردی خان، برای سرکوبی او اعزام شد که در نهایت به شکست خان‌احمدخان اردلان منجر شد. در این جنگ کوچک، احمد پاشا یکی از حکام عثمانی همراه با محمّد پاشا (بیگلربیگی موصل)که با اردلان خان هم پیمان شده بودند به قتل رسیدند. عاقبت خان‌احمدخان اردلان به واسطهٔ بیماری که داشت، در حال فرار درگذشت.